# Francisco Fernández Solís
El general Francisco Fernández Solís fue un militar mexicano que participó durante la Guerra contra el narcotráfico en México. Se desempeñó como secretario de Seguridad Pública de Tabasco en donde sufrió un atentado que puso en riesgo su vida. Fue director de la Escuela Militar de clases en Puebla; agregado militar en Washington y agregado militar en Panamá. Fue comandante de la 30 Zona Militar con base en Villahermosa, Tabasco. Dirigió operaciones durante las inundaciones en Tabasco de 1999.
Fue comandante de la Fuerza de Tarea Marte y encargado del combate al narcotráfico en los estados de Sinaloa, Chihuahua y Durango además de director de Seguridad Pública y Tránsito en el Estado de México de 1998 a 1999. Sobrevivió a un atentado de más de 200 tiros en donde murió su escolta y resultaron heridos algunos asaltantes el 6 de marzo de 2007.